# Mozzagrogna

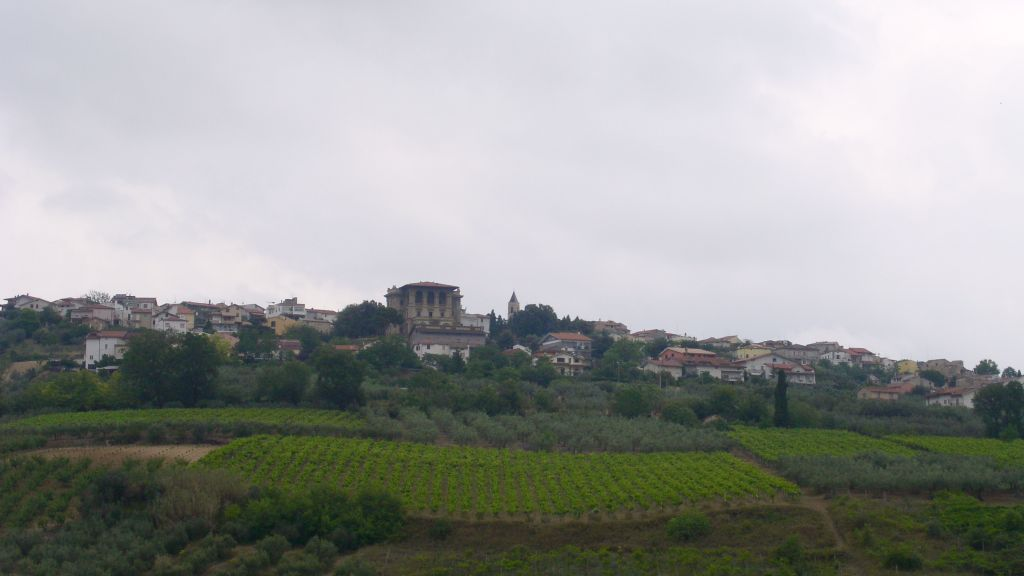
Blick auf Mozzagrogna

Mozzagrogna ist eine italienische Gemeinde (comune) mit 2429 Einwohnern (Stand 31. Dezember 2023) in der Provinz Chieti in den Abruzzen. Die Gemeinde liegt etwa 27 Kilometer südöstlich von Chieti. Der Sangro bildet die südöstliche Gemeindegrenze.

## Weinbau
In der Gemeinde werden Reben der Sorte Montepulciano für den DOC-Wein Montepulciano d’Abruzzo angebaut.

## Verkehr
Durch die Gemeinde führt die Strada Statale 652 di Fondo Valle Sangro von Cerro al Volturno nach Fossacesia an der Adriaküste.

## Gemeindepartnerschaften
Mozzagrogna unterhält seit 2006 eine Partnerschaft mit der französischen Gemeinde Pelousey im Département Doubs.